# Вздувайте горни
«Вздувайте горни» (інші назви: «Ковалі», «Богатирі», «Перші ластівки») — радянський художній фільм 1925 року, знятий режисером Володимиром Касьяновим на студії «Держкіно».

## Сюжет
За завданням підпільного антирадянського центру, з Москви на Балтійський суднобудівний завод приїжджає інженер Дукальський, якому поставлена мета отримати креслення потужного корабельного двигуна. Інженер-шкідник знайомиться з автором проекту — молодим і непідкупним майстром-самоучкою Івановим. Після низки невдалих спроб купити або викрасти креслення у їх розробника, Дукальський приймає рішення забрати з собою Іванова. Співробітники карного розшуку припиняють діяльність злочинців, і Іванов благополучно повертається на завод. Фільм поставлений на замовлення Балтійського суднобудівного заводу.

## У ролях
- Микола Симонов — Іванов
- Петро Кузнецов — Дукальський
- Наталія Разумова — другорядна роль
- Сергій Троїцький — Крафт
- П. Шидловський — другорядна роль
- Олександр Ржешевський — другорядна роль

## Знімальна група
- Режисер — Володимир Касьянов
- Сценарист — Сергій Гарфілд
- Оператори — Олександр Рилло, Олександр Сігаєв
- Художник — Абрам Гончарський